# فرودگاه مبانزا کانگوو
فرودگاه مبانزا کانگوو (به انگلیسی: Mbanza Congo Airport) (به زبان بومی: M'banza Congo Airport) یک فرودگاه همگانی با کد یاتا SSY است که یک باند فرود آسفالت دارد و طول باند آن ۱۸۰۰ متر است. این فرودگاه در کشور آنگولا قرار دارد و در ارتفاع ۵۶۷ متری از سطح دریا واقع شده‌است.